# 光电整流

一個電子（紫色）正在被正弦震盪的力（光的電場）從一側推到另一側。但因為此電子位於一非諧位能（黑色曲線）中，他的運動並非正弦震盪。三根箭頭表示該運動的傅立葉展開：藍色箭頭對應於線性電極化率，綠色箭頭對應於倍頻效應，紅色箭頭對應光學整流。（電子在沒有受到外力震盪時，會靜止在位能最低點，但在有受到外力震盪時，它的平均位置會在靜止位置的右側，紅色箭頭標示出了該偏移程度。）

離子晶體分別在無外加電場（上排）與光波造成的正弦震盪電場（下排）中之示意圖。模糊代表了離子的震動。紅色箭頭表示光學整流：震盪的電場導致了離子的平均位置出現位移，從而改變了晶體的直流極化

光電整流（英語：Electro-optic rectification, EOR），也稱做光學整流（英語：optical rectification），是一個當強光束通過非線性材料時，產生準直流偏極的非線性光學過程。通常強度下，光學整流是一個與電光效應過程相反的二階現象。此現象在1962年時首次被發現於磷酸二氫鉀(KDP)及Deuterated potassium dihydrogen phosphate (KDdP)的紅寶石雷射穿透光中。

## 解釋
光學整流可以被直覺地用非線性材料的對稱特性解釋：在有一內部偏好方向的情形下，偶極不會跟外加驅動場在同時間點轉向。若驅動場是一個正弦波，則此效應會產生一個平均直流極化。
光學整流是類比於電整流，一個將交流訊號轉換為直流訊號的過程，但它們並不是同一件事。一個二極體可以將正弦電場轉換為直流電流，而光整流則是將正弦電場轉換為直流極化。
此外，一個隨時變的極化即是一種電流，因此若入射光愈來愈強，光極化會產生一直流電流；反之若光強愈來愈弱，則會產生一反向的直流電流。但若光強固定，則光整流將不會產生直流電流。
當外加電場是由飛秒脈衝雷射提供時，這麼短的脈衝所對應的頻寬很寬。這些頻率的疊合將製造出一脈衝偶極，從而發出兆赫頻段的輻射。
光電整流效應類似於由電荷加減速達成的古典電磁輻射，但此處電荷以鍵結偶極形式存在，且兆赫波的產生受非線性材料的二階電極化率影響。碲化鋅是一個產生0.5–3兆赫波的熱門材料。
光學整流也能在金屬上由表面倍頻效應產生。然而該效應受到非平衡電子激發很大的影響，而且呈現方式更為複雜。
與其他非線性光學過程類似，光學整流也被發現會在表面電漿在金屬表面上被激發時增強。

## 應用
隨著在半導體與聚合物中載子的速度加快，光學整流成為了兆赫波雷射產生中的主要課題之一。 這與稱作Polaritonics，偶極晶格震盪產生兆赫輻射的過程是不同的。